# Agraristas de Ciudad Obregón
Agraristas de Ciudad Obregón är en ort i Mexiko.   Den ligger i kommunen San Ignacio Río Muerto och delstaten Sonora, i den västra delen av landet, 1 400 km nordväst om huvudstaden Mexico City. Agraristas de Ciudad Obregón ligger 6 meter över havet och antalet invånare är 120.
Terrängen runt Agraristas de Ciudad Obregón är mycket platt. Runt Agraristas de Ciudad Obregón är det glesbefolkat, med 12 invånare per kvadratkilometer. Närmaste större samhälle är San Ignacio Río Muerto, 6,3 km öster om Agraristas de Ciudad Obregón. Trakten runt Agraristas de Ciudad Obregón består till största delen av jordbruksmark.